# Bischofshaus Limburg
Das Bischofshaus am Domplatz der mittelhessischen Stadt Limburg an der Lahn wurde als Residenz des Limburger Bischofs errichtet. Die maßgeblich durch den damaligen Bischof Franz-Peter Tebartz-van Elst zu verantwortenden Mehrkosten waren im März 2014 ein Grund für dessen Rücktritt. Heute wird die Anlage als Diözesanes Zentrum St. Nikolaus genutzt.

## Geografische Lage
Das 1750 m² große Grundstück des Bischofshauses liegt auf dem Domberg über der Stadt, benachbart zum Dom. Es wird an zwei Seiten von historischen Stadtmauern eingefasst und grenzt unmittelbar an das Diözesanmuseum Limburg.

## Teile
Der Komplex umfasst das grundsanierte Haus Staffel (die sogenannte Alte Vikarie), das ebenfalls sanierte ehemalige Domküsterhaus sowie einen Neubaukomplex.

### Historischer Bestand
Historische Mauern und archäologische Funde
Das Gelände ist an Nord- und Südseite von Resten der ehemaligen Stadtmauern begrenzt. Bei den Arbeiten am Bischofshaus wurden Fundamente eines Wehrturms freigelegt. Diese und die historischen Mauern wurden saniert, in situ erhalten und in das Untergeschoss des Bischofshauses integriert.
Alte Vikarie

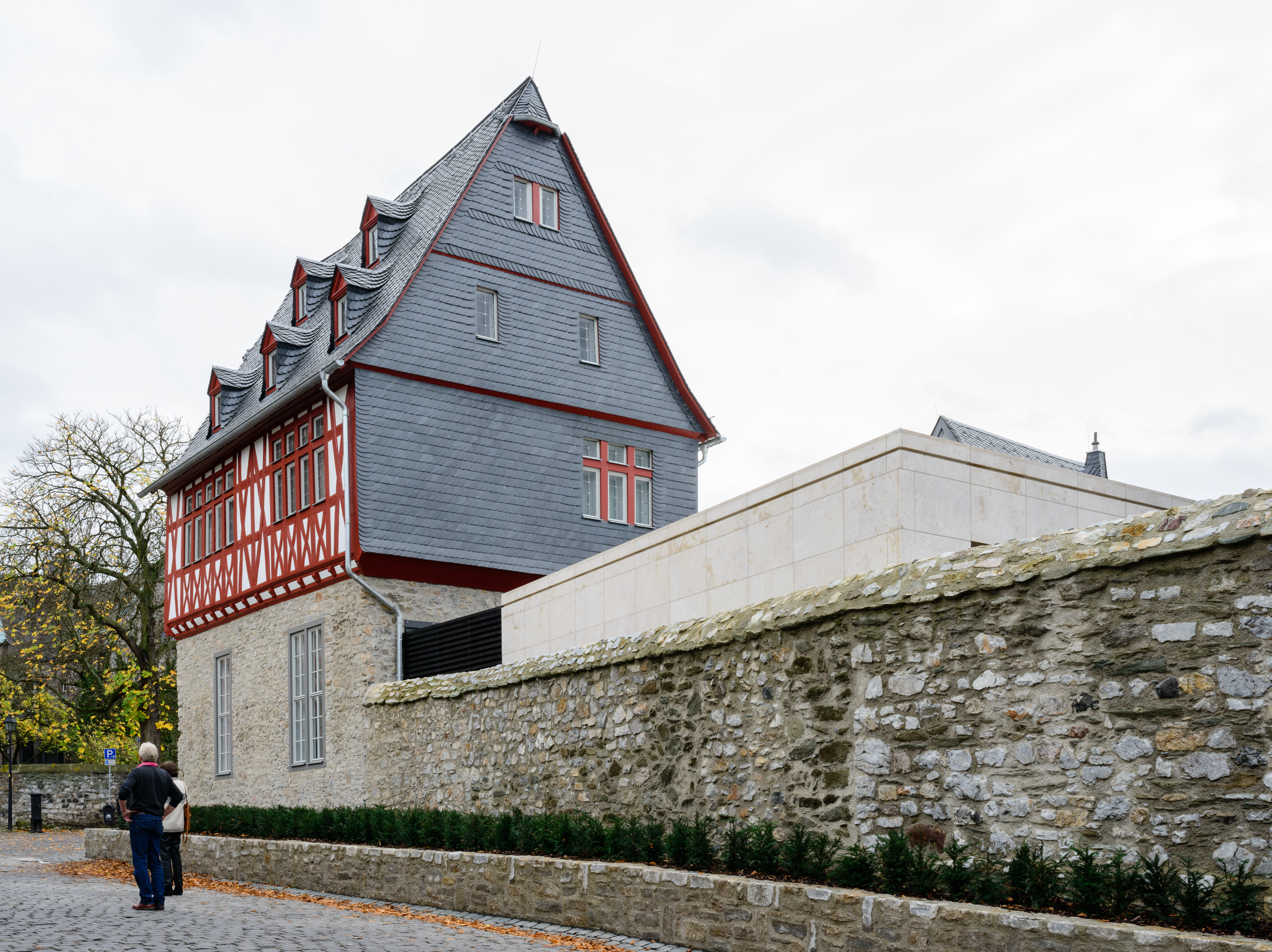
Teil der historischen Mauer und Alte Vikarie

Die Alte Vikarie wurde um 1490 errichtet und ist seitdem prägend für den Domplatz. Seit 1903 im Besitz des Bistums Limburg, wurden im Zuge der Renovierungsarbeiten ab 2011 große Schäden an Fachwerk und Dachstuhl aufgedeckt, die den Einbau einer Stützstruktur erforderlich machten. Dies kostete nach Angaben des Bischöflichen Ordinariats etwa 2,5 Millionen Euro, während der eigentliche Umbau knapp 1,3 Millionen Euro kostete. Nach der 2014 abgeschlossenen Instandsetzung beherbergt die alte Vikarie nun die Büros des Bischofs, seines Büroleiters, Teile des Bischofssekretariats, Besprechungsräume und eine Bibliothek.
Domküsterhaus
Das Domküsterhaus wurde 1903/1904 im Auftrag des Bischöflichen Ordinariats erbaut. Es war bis 2011 zusammen mit dem gleichzeitig erbauten Dompfarrhaus das jüngste Gebäude am Domplatz. Seit der Sanierung und Integration in das Diözesane Zentrum dient das Domküsterhaus als Wohnung für Ordensfrauen, die mit dem Bischof eine Gebets-, Lebens- und Arbeitsgemeinschaft bilden. Hier war auch das Büro des dritten Ökumenischen Kirchentags 2021 untergebracht.

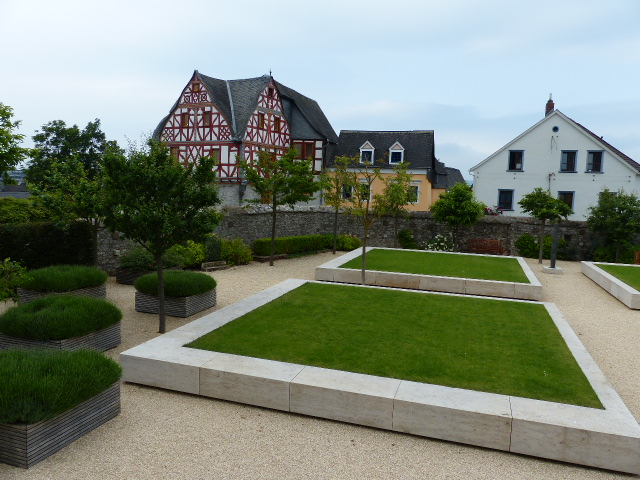
Mariengarten
Der Mariengarten am unteren Hang des Dombergs umfasst eine Fläche von etwa 25 × 30 m. Die umgebende Mauer des heutigen Mariengartens stammt noch aus karolingischer Zeit. Ursprünglich gehörte der Garten den Grafen von Walderdorff, wurde später als Lapidarium genutzt und dann 2011 bis 2013 von den Kölner Landschaftsarchitekten Club L94 neu gestaltet. Der Garten besteht aus vier quadratischen Hochbeten, die mit Rasen bepflanzt sind, die übrige Fläche bedeckt Kies. An der Mauer des Gartens befinden sich 15 Bronzetafeln mit Reliefs der 14 Stationen des Kreuzwegs und einer 15., zusätzlichen Darstellung, die den Auferstandenen unter seinen Jüngern zeigt. In der Kiesfläche stehen „fruchttragende Apfel-, Birnen-, Kirschen- oder Walnussbäume genau wie Lavendel, Rosen und Hortensien“. Der Zugang zum Garten ist über den Hof des Diözesanmuseums möglich.

### Neubau
Kapelle St. Maria
Die Kapelle St. Maria mit den Aposteln im Abendmahlssaal ragt mit 13 m Höhe als einziger Gebäudeteil aus dem sonst zweigeschossig gehaltenen Neubaukomplex heraus. Sie hebt sich von außen durch die schwarze Fassadenbekleidung aus Nero Assoluto Z, einem Basalt, der in Simbabwe abgebaut wird, von dem sonst in helleren Farben gehaltenen Gebäude ab. Dagegen ist das Innere der Kapelle in Weiß gehalten. Die Ausstattung ist stilistisch modern dem Raum angepasst, lediglich ein frühneuzeitliches Altarretabel mit einer Anbetung der Könige konterkariert den puristischen Eindruck.
Die Farbglasfenster der Kapelle stammen von Johannes Schreiter. Die acht Fenster haben zum Thema:
- Osten: Begegnung des Auferstandenen mit den Jüngern am See Genezareth (Joh 21,1–14 EU)
- Süden: Die Hochzeit von Kanaan (Joh 2,1–12 EU), von links nach rechts:
  - Aus einem Krug rinnt der Wein.
  - Gespräch Jesu mit Maria und Apostel füllen die leeren Krüge mit Wasser.
  - Wandlung des Wassers in Wein
- Westen: Abend-Szene aus der Emmaus-Erzählung (Lk 24,29 EU)[Anm. 2]
- Süden: Heiliger Geist, von links nach rechts:
  - Pfingsten
  - Das Gebet des Einzelnen
  - Das Gebet der Gemeinschaft

Die Kapelle sollte als Privatkapelle des Bischofs dienen.
Unterhalb der Kapelle befindet sich ein Reliquienraum als „Außenstelle“ der Sakristei der Marienkapelle. Hier bewahrt das Bistum zentral Reliquien auf.
Übriger Neubau

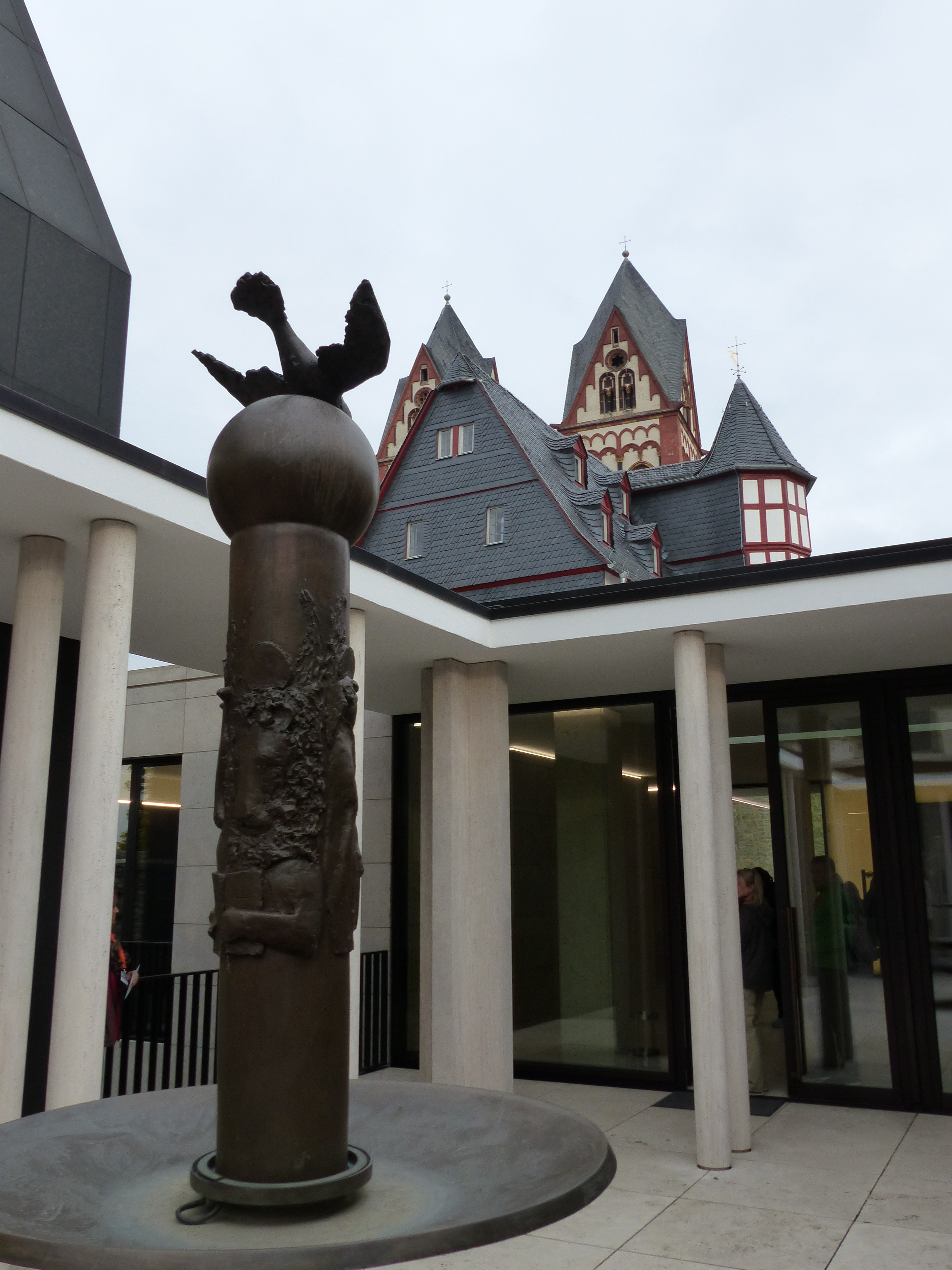
Brunnen im Innenhof

Der Haupteingang zum Bischofshaus liegt an einem Vorhof zwischen Küsterhaus und Alter Vikarie. Die dem Domplatz zugewandte Eingangswand wird durch ein großflächiges Bronzeportal mit einem Relief von Thomas Duttenhoefer dominiert. Es zeigt das Bistumswappen und vier mit dem Bistum besonders verbundene Selige und Heilige. Von links nach rechts dargestellt sind:
- die heilige Maria Katharina Kasper, Gründerin der Armen Dienstmägde Jesu Christi,
- der Heilige Georg, Patron des Limburger Doms, der einen Drachen ersticht, der sich fast über die gesamte Länge im unteren Teil des Bronzereliefs schlängelt,
- das Bistumswappen mit Galero und beidseitig je sechs Quasten,
- der Heilige Nikolaus von Myra, einen der Patrone des Bistums,
- die Heilige und Kirchenlehrerin Hildegard von Bingen.

Die Neubauten sind bis auf die markant herausragende Marienkapelle gegenüber den Bestandsgebäuden flach gehalten und das Untergeschoss gräbt sich teilweise in den Fels des Dombergs ein. Hinter dem Eingang liegt ein Foyer. Es leitet zum zentralen Atrium über, das, einem Kreuzgang ähnlich, mit einem überdachten Bereich umgeben ist, dessen Dach von schlanken Doppelsäulen, ohne Basis und Kapitell umgeben ist. Im Mittelpunkt des Hofes steht ein von Richard Heß gestalteter Brunnen. Dessen Schaft trägt die Symbole der vier Evangelisten. Über ihnen schwebt als Bekrönung der Säule eine Taube – Symbol für den Heiligen Geist.
Südlich des Atriums befindet sich der Emmaussaal, benannt nach seiner künstlerischen Ausstattung. Ursprünglich als Speisesaal für die Bischofsresidenz gedacht, wird er heute als Konferenzraum genutzt. Daran schloss sich westlich die Bischofswohnung an. Sie bestand auf der Hauptebene aus einem Wohnzimmer, einer Küche und einer Bibliothek. Diese drei Räume werden heute als Ausstellungsfläche des Diözesanmuseums Limburg genutzt. In der ehemaligen Bibliothek ist auch ein Architekturmodell des Bischofshauses ausgestellt. Das Schlafzimmer befand sich auf der unteren Ebene des Gebäudes mit Blick auf einen Innenhof, dessen gegenüberliegende Seite ein Abschnitt der historischen Mauer bildete. In diesem Hof lag das rechteckige Becken für die Koi-Karpfen des Bischofs. Es ist heute zugeschüttet und das Fenster, das in diesen Hof führte, wurde vermauert.
Im „Konradinerkeller“ wurden die bei den Bauarbeiten zum Bischofshaus entdeckten hochmittelalterlichen Reste eines Wehrturms und mit ihm verbundene Mauern erhalten, die auf das 8.–11. Jahrhundert datiert werden. In dieser Zeit residierten hier die Konradiner, nach denen der Keller benannt wurde.

## Geschichte

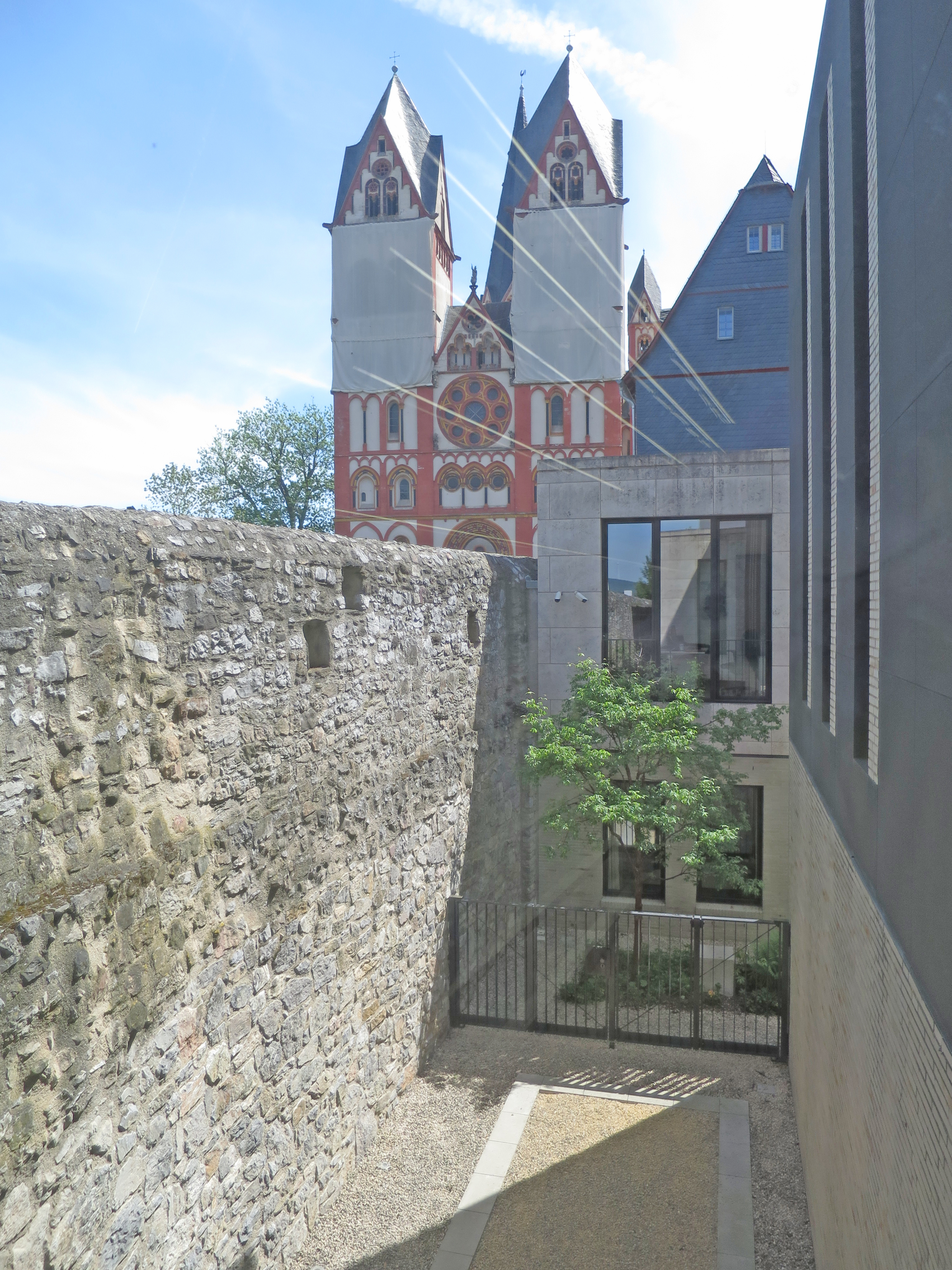
Zugeschütteter Koi-Teich (unterer Bildrand)

Nach Überlegungen, die bis 2004 zurückgingen, wurde der Planungsauftrag für das Bischofshaus im Mai 2010 erteilt, Baubeginn war am 29. Juni 2011 und am 29. Juni 2013 wurde es als Diözesanes Zentrum St. Nikolaus eingeweiht.
Während der Errichtung des Bauwerks wurde es Gegenstand nationaler wie internationaler Berichterstattung. Teil des „Skandals“ waren die hohen Baukosten, die zentraler Bestandteil der Kontroverse um den damaligen Bischof Franz-Peter Tebartz-van Elst wurden. Ursprünglich waren 5,5 Mio. Euro veranschlagt, letztendlich kostete der Bau 32 Mio. Euro.
Der Vermögensverwaltungsrat des Bischöflichen Stuhls warf Bischof Franz-Peter Tebartz-van Elst vor, ihn getäuscht und nicht ausreichend informiert zu haben. Unter Berufung auf den Architekten Michael Frielinghaus berichtete die Süddeutsche Zeitung am 13. Oktober 2013, der Bischof habe von Anfang an über die Kosten Bescheid gewusst. Die Deutsche Bischofskonferenz beschloss am 24. Oktober 2013 eine Kommission, um die Finanzaffäre im Bistum Limburg unter der Leitung des Paderborner Weihbischofs Manfred Grothe zu untersuchen. Der Abschlussbericht der Prüfkommission über die Baumaßnahme auf dem Domberg in Limburg wurde am 26. März 2014 veröffentlicht. Es schließt mit den Worten: Es kann zwar festgestellt werden, dass eine [!] allseits als achtbare und beachtliche Architekturleistung gewertetes und gewürdigtes Bau-Ensemble entstanden ist, das sowohl in seiner äußeren Gestalt als auch in seiner inneren Ausgestaltung hohen fachlichen und ästhetischen Kriterien gerecht wird. Seine Entstehung hat jedoch insgesamt gesehen – und zwar nicht nur im Hinblick auf [… die] Gesamtkosten […] einen sehr hohen Preis gefordert.
Der Nachfolger im Bischofsamt, Georg Bätzing, bezog die Bischofswohnung im Haus nicht. Drei Räume davon wurden 2019 als Ausstellungsfläche des benachbarten Limburger Diözesanmuseums umgenutzt, die übrigen Räume dienen der bischöflichen Verwaltung, das Schlafzimmer im Untergeschoss wird als Lager genutzt, das Becken für die Koi-Karpfen wurde zugeschüttet.

## Baukünstlerische Rezeption
Im Oktober 2013 bewertete der Architekturkritiker Rainer Haubrich das Bischofshaus als „exzellentes Beispiel zeitgenössischer Baukunst“. Abgesehen von den Baukosten sei das Gebäude „nicht protzig“, der Gestus der Architektur sogar „ausgesprochen bescheiden“. Die Architektur dränge sich „nicht in den Vordergrund“ und nehme Traditionen, Materialität und Maßstäblichkeit des historischen Ortes auf. Zweifelsfrei sei der Architekt seinem Anspruch gerecht geworden, ein Bauwerk zu schaffen, das „noch in 100 Jahren voller Würde ist“. Die Kosten von rund 30 Millionen Euro seien „nicht übertrieben“. Haubrich ist eher überrascht, „wie dieses Bauvolumen jemals auch nur auf einen einstelligen Millionenbetrag geschätzt werden konnte.“
Der Architekturkritiker des Kunstmagazins art würdigte den Gesamtplan: „Im reduzierten Spiel mit Grundformen auf sehr beengtem Raum, mit dem schönen Hofraum und einer geglückten Umarmung denkmalgeschützter Altbauten an der Vorderfront ist den Architekten aus Friedberg im Taunus in Limburg ein absolut würdiges modernes Ensemble gelungen, das man schwerlich als Pomp bespucken kann.“
Auch Dieter Bartetzko lobte in der Frankfurter Allgemeine Zeitung die spektakuläre Architektur und insbesondere die hohe Qualität des Ensembles von Michael Frielinghaus. Der Architekt habe das Evangelienwort vom Fels, auf den Christus seine Kirche bauen wollte (Mt 16,18 ), zum Entwurfsleitbild gemacht. Das Miteinander von Neubau, Archäologischen Resten und Felsgrund sei ein „tröstliches Zeichen geschichtlicher Kontinuität“ und schaffe „generationenübergreifende Geborgenheit“. Er beschrieb die spätantike Anmutung der Reliquienaufbewahrung im Untergeschoss, die an die Katakomben Roms erinnere. Die Rettung der vom Einsturz bedrohten Alten Vikarie sei ein „Musterfall an nachhaltiger Denkmalpflege“ und das Denkmalverzeichnis Hessens spreche von diesem Limburger Gebäude als „bedeutendsten unter den dortigen spätmittelalterlichen Wohnbauten“. Das Zusammenbringen von Neu- und Altbauten sei eine Herausforderung für den Architekten gewesen, die durch „tastende Übergänge“, wie beispielsweise der respektvollen Zurückhaltung der Schauseite des Neubaus neben den beiden Altbauten geprägt sei. Bartetzko stellte Vergleiche der Kapelle, die kein privater Luxus des Bischofs, sondern fester Bestandteil jedes bischöflichen Amtssitzes sei, mit anderen zeitgenössischen Bauten her, wie der neuen Stadthalle Gent von Robbrecht & Daem, dem „Portikus“ in Frankfurt von Christoph Mäckler und dem „Quartier 65“ in Mainz von Max Dudler. Er äußerte die Befürchtung, dass die Architektur „die Hybris ihres selbstherrlichen Bauherrn büßen“ müsse. Die „hypertrophe Bischofswohnung, die für Unsummen aus dem Ausland importierten Materialien, die selbstherrlichen Umplanungen“ könne man dagegen nur ein „Denkmal eines blinden Ästhetizismus und maßloser Verschwendung nennen.“ Bartetzko bedauert, dass dafür „nun der gesamte Amtssitz büßen“ müsse.